# Mnohokvět hroznatý
Mnohokvět hroznatý (Kniphofia uvaria), známý také jako Kleopatřina jehla, je druh bylinné trvalky náležící do čeledi žlutokapovitých (Xanthorrhoeaceae).

## Synonyma
- Aloe uvaria L.
- Veltheimia uvaria (L.) Willd.
- Aletris uvaria (L.) L.
- Triclissa uvaria (L.) Salisb.
- Tritoma uvaria (L.) Ker Gawl.
- Tritomanthe uvaria (L.) Link
- Tritomium uvaria (L.) Link
- Kniphofia alooides Moench
- Kniphofia bachmannii Baker
- Tritoma burchellii Sweet ex Lindl.

## Popis
Rostlina je tvořena hustou přízemní listovou růžicí a stvoly s květy.
Listy jsou stálezelené, podlouhlé, štíhlé, 90 cm dlouhé, 2,5 cm široké, zelené až modrozelené, na povrchu hrubé, se souběžnou žilnatinou a výraznou, podélnou rýhou uprostřed. 
Trubkovité květy jsou uspořádány v bohatých, 15-25 cm dlouhých hroznech na vrcholu vzpřímených, šupinkatých, silných, 90-120 cm dlouhých stvolech. Květy se otevírají odspodu hroznu směrem nahoru. Barevně přecházejí poupata postupně přes červenou, oranžovou, až plně rozevřené květy nabývají žlutého až krémového zbarvení. Obdobím květu jsou letní měsíce.
Plodem jsou suché tobolky.

## Ekologie
Typicky tento druh roste ve slunných, pobřežních či horských oblastech, na výživných, lehkých, dobře propustných půdách.

## Rozšíření
Původem je rostlina z jižní Afriky. Invazivně se v současnosti vyskytuje v oblastech Mexika, Argentiny, západního pobřeží USA, Velké Británie, Španělska, Německa, Turecka a Tasmánie.

## Galerie

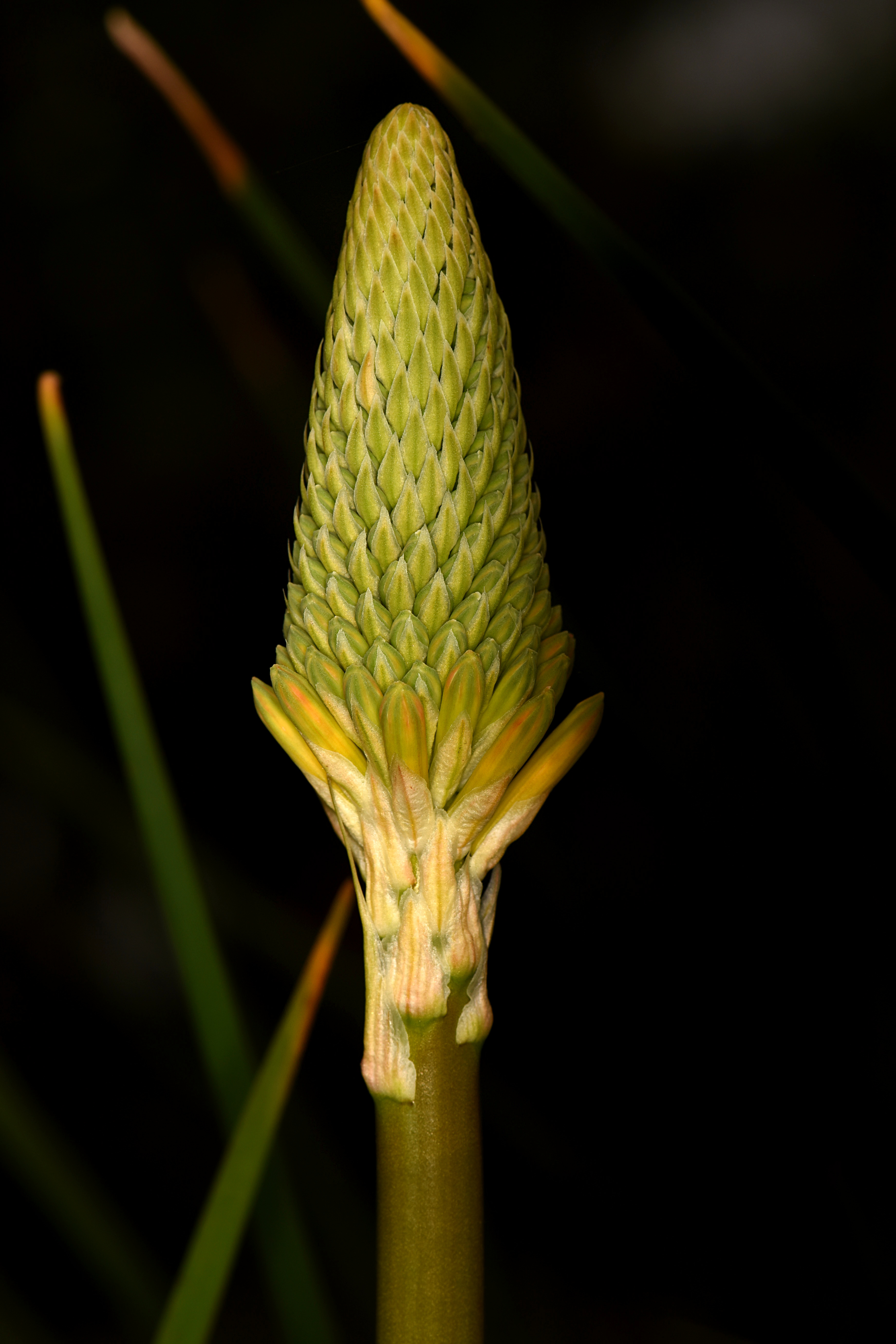
Nerozkvetlá poupata
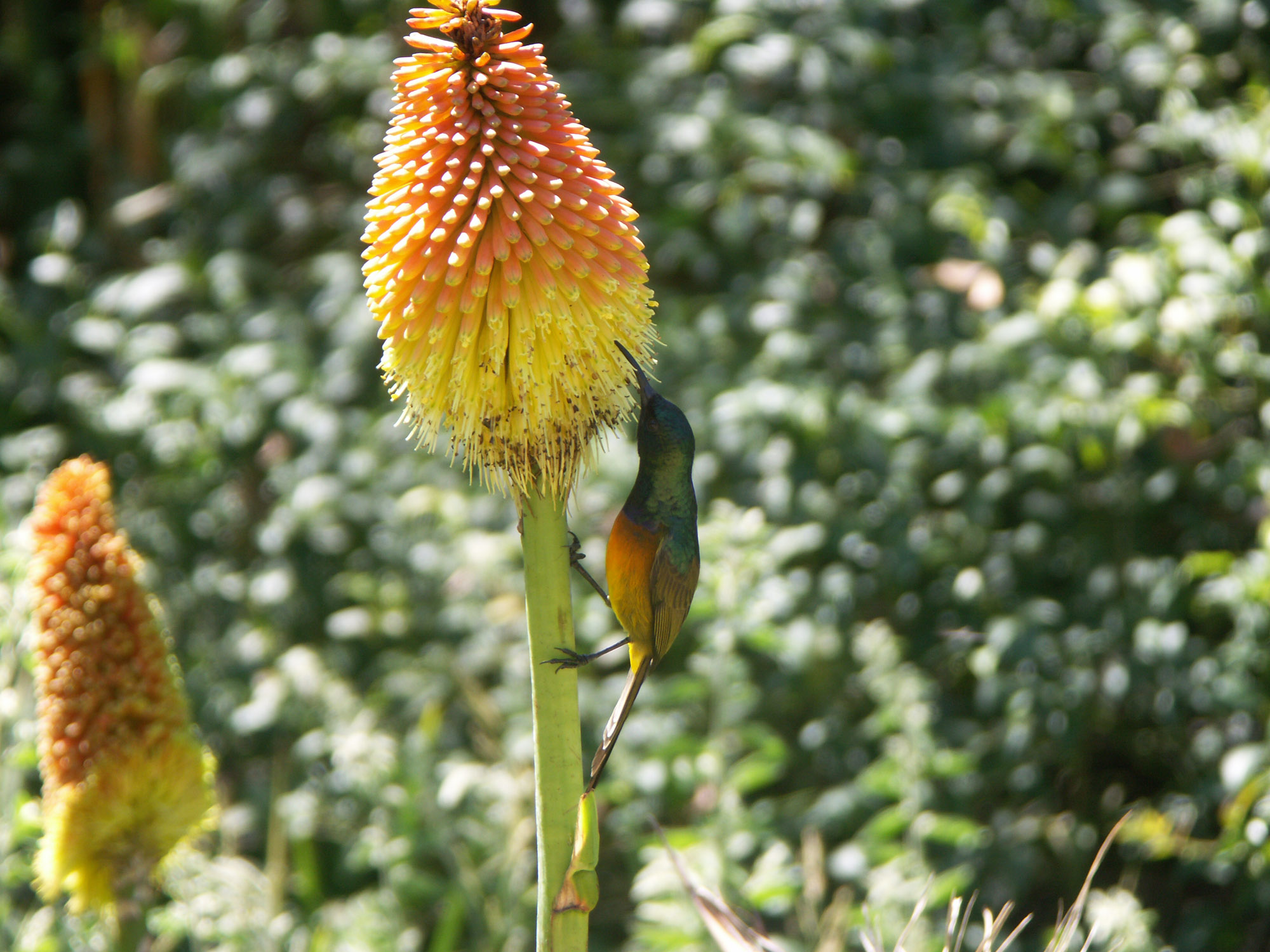
strdimil zlatoprsý sající nektar z květů
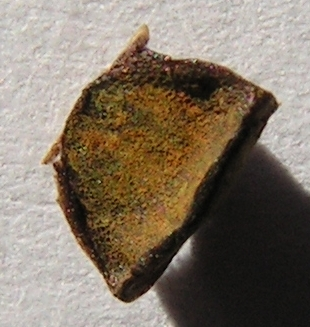
semeno
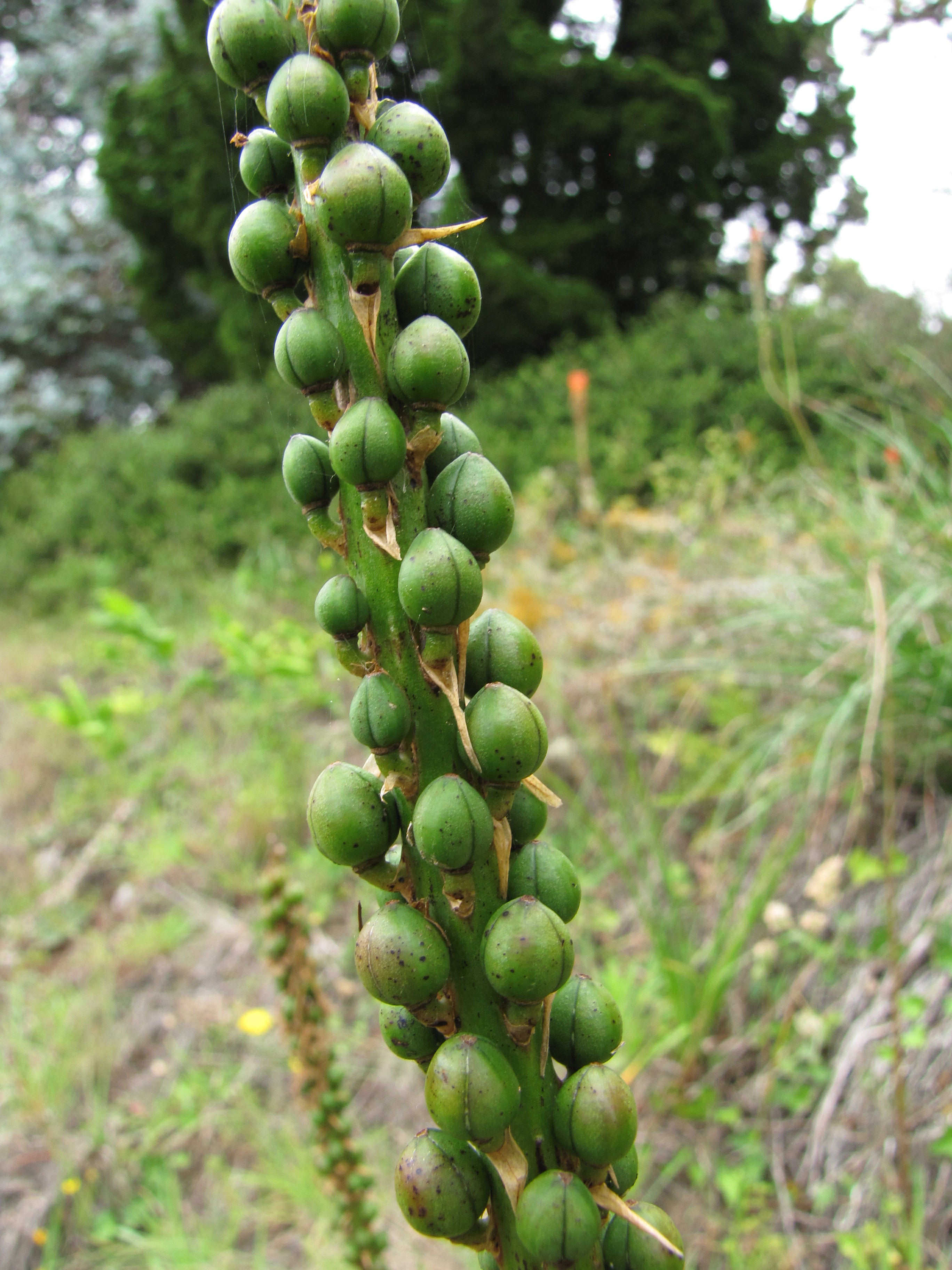
nezralé plody
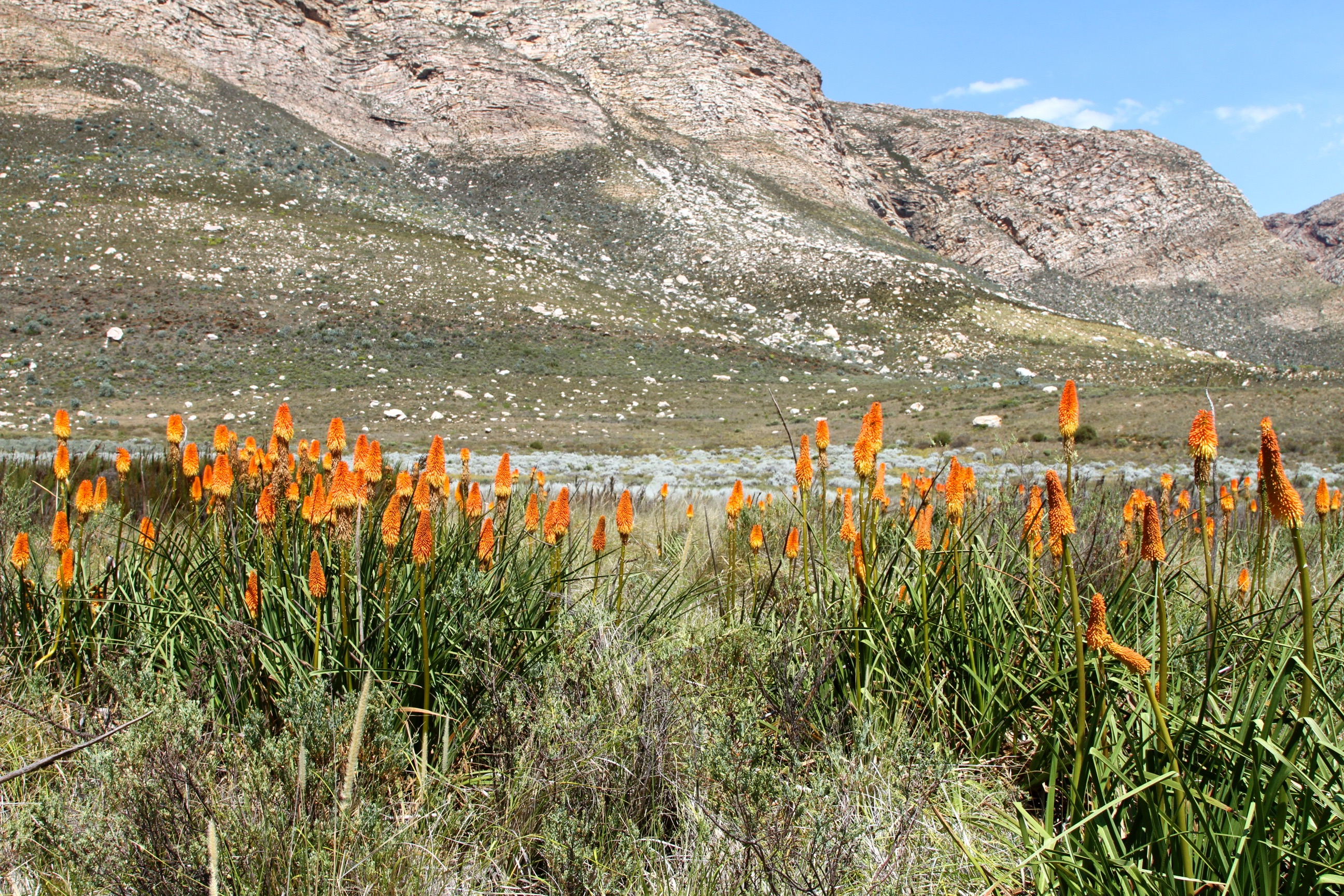
přirozený porost
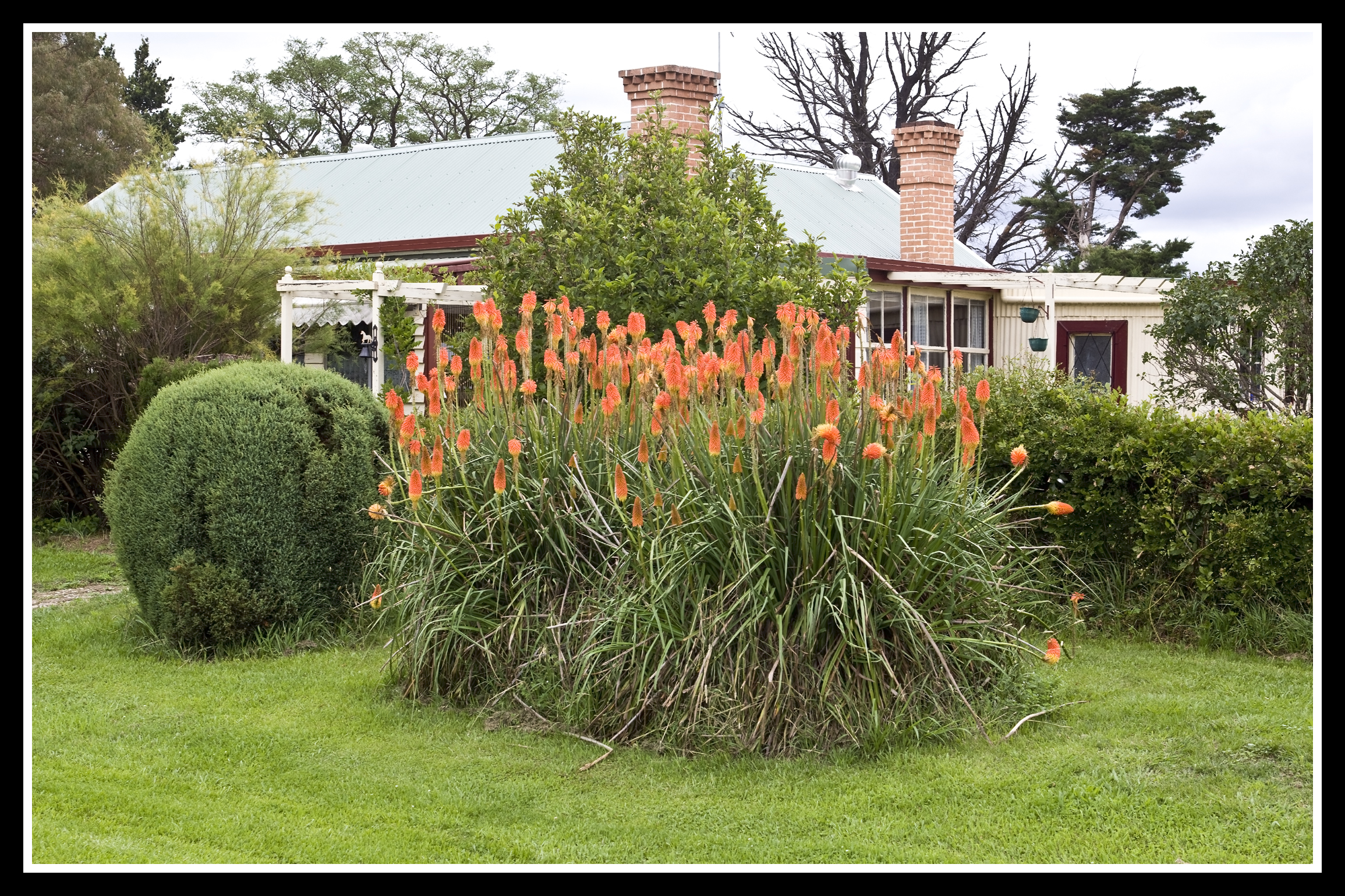
V zahradě pěstovaná rostlina
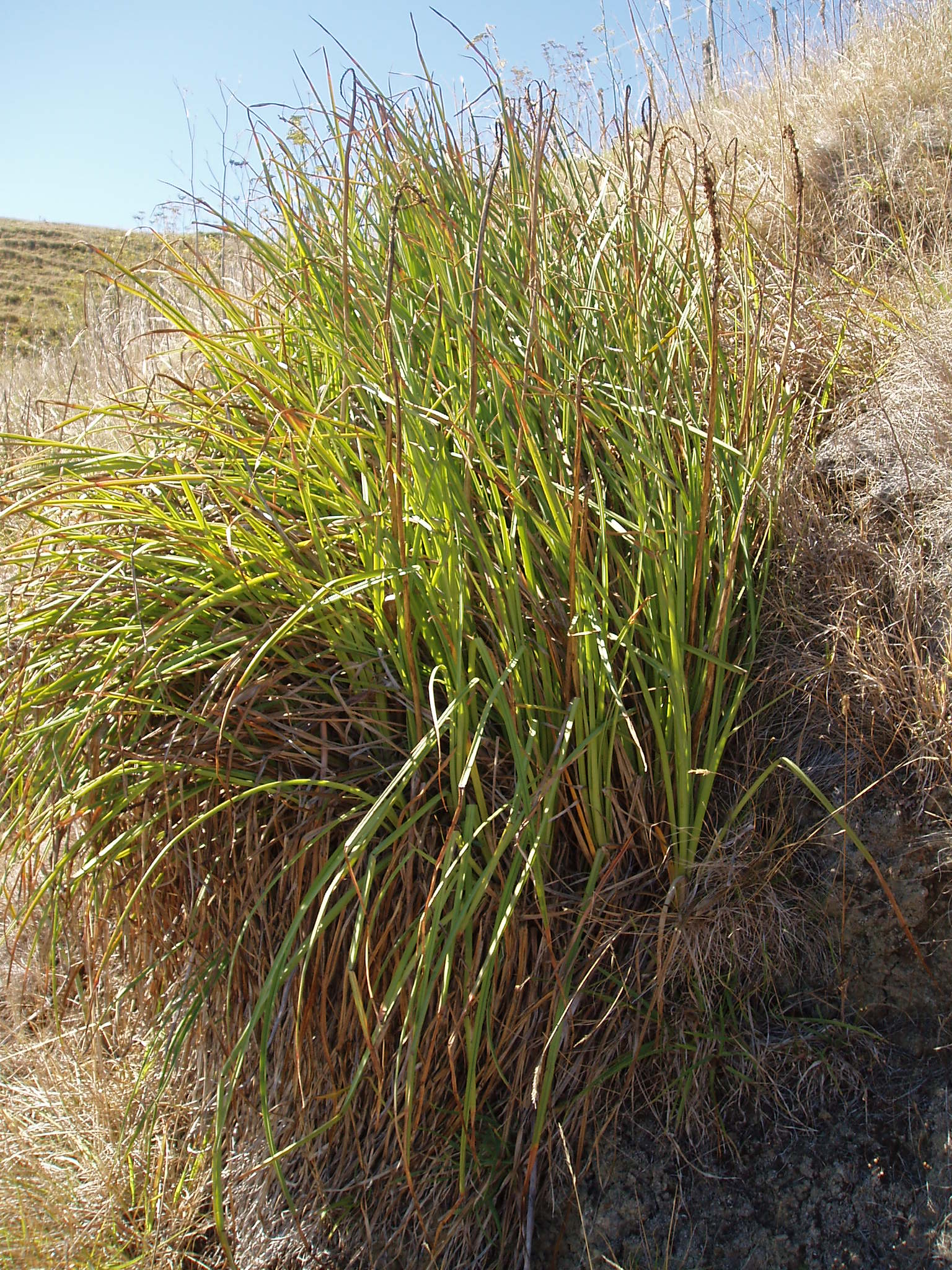
Nekvetoucí rostlina
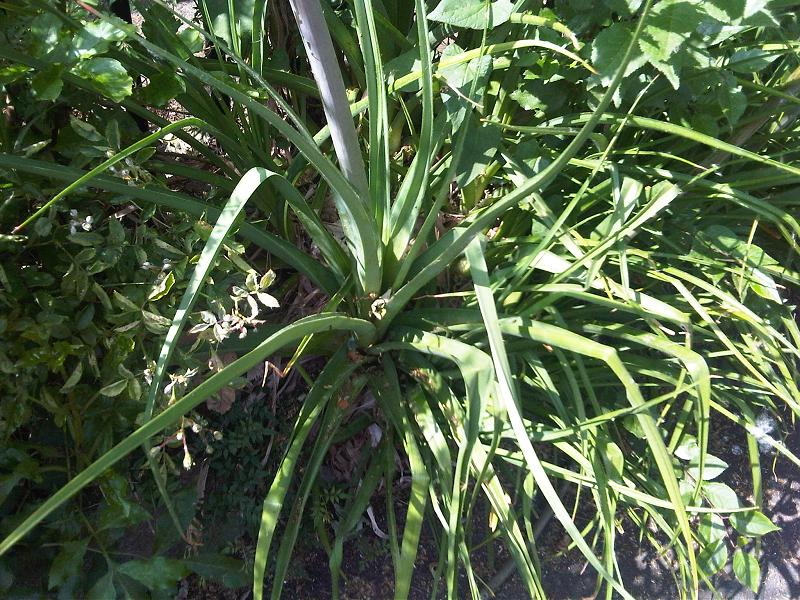
přízemní růžice

## Význam
Mnohokvět hroznatý je velmi oblíbená okrasná rostlina, atraktivní zejména pro pestrost a nezvyklý tvar svých květů. Na trhu je možno sehnat velké množství různě barevných odrůd, mezi které patří např.: 
- žlutá variantaCorallina

- Aleazar

vyznačující se celočervenými květy
- Little Maid

- Pineapple Popsicle

vyznačující se celožlutými květy
- Mango Popsicle

vyznačující se celooranžovými květy
- Lady Luck

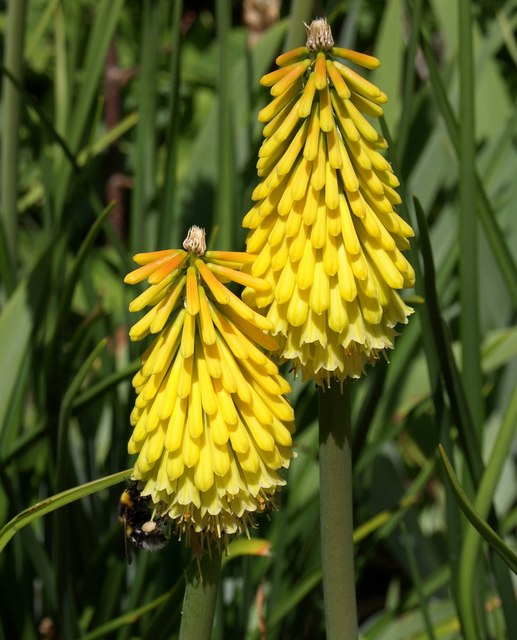
žlutá varianta

vyznačující se celobílými květy, atd.